# Longmatan

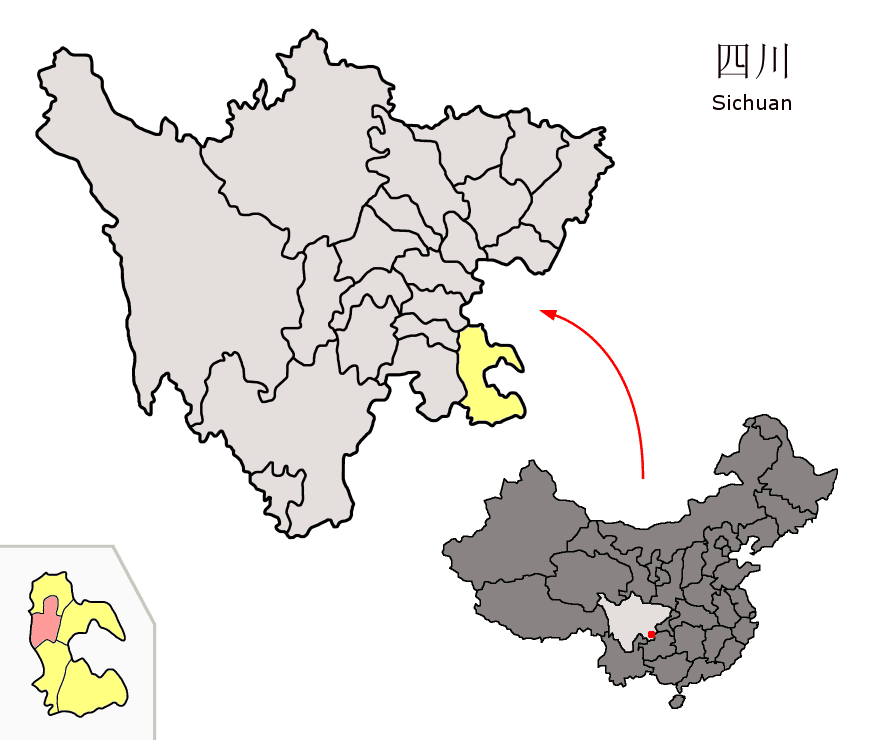
Lage der drei Stadtbezirke von Luzhou (rosa) im Gebiet der bezirksfreien Stadt Luzhou (gelb).

Der Stadtbezirk Longmatan (龙马潭区,  Lóngmǎtán Qū) ist ein Stadtbezirk der bezirksfreien Stadt Luzhou im Süden der chinesischen Provinz Sichuan. Er hat eine Fläche von 315 Quadratkilometern und zählt 479.697 Einwohner (Stand: Zensus 2020).

## Administrative Gliederung
Auf Gemeindeebene setzt sich der Stadtbezirk aus vier Straßenvierteln, sieben Großgemeinden und zwei Gemeinden zusammen. 